# Ligne Gyeongchun
La ligne Gyeongchun est une nouvelle ligne électrifiée à double voies du réseau du métro de Séoul, mise en service en 2010, pour remplacer l'ancienne ligne ferroviaire régionale à voie unique exploitée avec du matériel diesel.

## Situation sur le réseau

Plan du réseau (2023)

## Histoire

### Ligne d'origine
Ligne ferroviaire régionale à voie unique non électrifiée, ouverte en 1937.

### Ligne du métro (depuis 2010)
Le chantier de reconstruction, avec un changement d'alignement, a débuté à la fin de l'année 1999. Korail a mis en service, le 21 décembre 2010, la première section, longue de 81,3 km entre les stations Mangu et Chuncheon.

## Infrastructure

### Stations
| Code | Station           | Correspondance | Distance en km | Distance cumulée | Ville ou province | Arrondissement ou district |  |
| ---- | ----------------- | -------------- | -------------- | ---------------- | ----------------- | -------------------------- |  |
|      |                   |                |                |                  |                   |                            |  |
| K121 | Mangu             |                | ---            | 0.0              | Séoul             | Jungnang-gu                |  |
| P122 | Sinnae            |                | 2,1            | 2,1              | Séoul             | Jungnang-gu                |  |
| P123 | Galmae            |                | 2,6            | 4,7              | Guri-si           |                            |  |
| P124 | Byeollae          |                | 1,4            | 6,1              | Namyangju-si      |                            |  |
| P125 | Toegyewon         |                | 1,6            | 7,7              | Namyangju-si      |                            |  |
| P126 | Sareung           |                | 3,3            | 11,0             | Namyangju-si      |                            |  |
| P127 | Geumgok           |                | 3,6            | 14,6             | Namyangju-si      |                            |  |
| P128 | PyeongnaeHopyeong |                | 4,0            | 18,6             | Namyangju-si      |                            |  |
| P129 | Cheonmasan        |                | 4,2            | 22,8             | Namyangju-si      |                            |  |
| P130 | Maseok            |                | 2,2            | 25,0             | Namyangju-si      |                            |  |
| P131 | Daeseong-ri       |                | 7,4            | 32,4             | Gyeonggi-do       | Gapyeong-gun               |  |
| P132 | Cheongpyeong      |                | 7,5            | 39,9             | Gyeonggi-do       | Gapyeong-gun               |  |
| P133 | Sangcheon         |                | 4,8            | 44,7             | Gyeonggi-do       | Gapyeong-gun               |  |
| P134 | Gapyeong          |                | 7,1            | 51,8             | Gyeonggi-do       | Gapyeong-gun               |  |
| P135 | Gulbongsan        |                | 4,7            | 56,5             | Chuncheon-si      |                            |  |
| P136 | Baegyang-ri       |                | 2,9            | 59,4             | Chuncheon-si      |                            |  |
| P137 | Gangchon          |                | 5,3            | 54,7             | Chuncheon-si      |                            |  |
| P138 | Gimyujeong        |                | 7,4            | 72,1             | Chuncheon-si      |                            |  |
| P139 | Namchuncheon      |                | 5,9            | 78,0             | Chuncheon-si      |                            |  |
| P140 | Chuncheon         |                | 2,7            | 80,7             | Chuncheon-si      |                            |  |
|      |                   |                |                |                  |                   |                            |  |